# Andy Fehu
Andy Fehu (občanským jménem Ondřej Pavliš, * 16. ledna 1986 Polička) je český filmový režisér především žánrových filmů.

## Život
Absolvoval soukromou střední odbornou školu umění a managementu v Praze, poté krátce studoval filmovou vědu na Katedře teorie a dějin dramatických umění na Univerzitě Palackého v Olomouci. Vzhledem k zájmu o natáčení vlastních filmů pokračoval ve studiu na Katedře střihové skladby na pražské FAMU. Během studií v Olomouci spolupracoval s místními filmaři, ale také s neziskovými organizacemi, mimo jiné divadlem Tramtarie, pro které natáčel trailery nebo dokument o tomto divadle.

## Tvorba
V průběhu studia natočil několik krátkometrážních filmů, které vznikaly především v amatérské produkční společnosti POLOFILM (např. Slepá kolej (2005), Vytrženo z kontextu (2005), Co se divíš? (2006), FAFU (2007), Nerozluštitelná záhada užívání si (2007), Vesnická zábava (2008), Andyho film (2009)). Na filmech pracoval na pozicích režie, kamery, výroby, střihu i zvuku. V roce 2015 dostal příležitost od produkční společnosti Bionaut Films natočit svůj režijní celovečerní debut Nenasytná Tiffany. Film byl uveden na MFF v Karlových Varech. Následoval další snímek, který si pohrává s žánrovými pravidly hororů a thrillerů, Shoky & Morthy: Poslední velká akce. V roce 2022 byl uveden jeho kriminální seriál Odznak Vysočina, který uvedla TV Nova.

## Filmografie

### Film
- 2005: Slepá kolej – krátký film
- 2005: Stromovka – Invalida – krátký film
- 2005: Vytrženo z kontextu – krátký film
- 2006: Co se divíš? – krátký film
- 2006: Mikulášská – krátký film
- 2007: FAFU – krátký film
- 2007: Nerozluštitelná záhada užívání si – krátký film
- 2008: Společné výlety do okolí – krátký film
- 2008: Vesnická zábava – krátký film
- 2009: Andyho film – krátký film
- 2011: Jež – krátký film (FAMU)
- 2012: ZMRD – krátký film (FAMU)
- 2013: Cirgula – krátký film (FAMU)
- 2015: Nenasytná Tiffany
- 2021: Shoky & Morthy: Poslední velká akce
- 2023: ONEMANSHOW: The Movie
- 2026: Když se zhasne![3]

### Televize
- 2022: Odznak Vysočina – seriál (TV NOVA)